# Tramezzino
Un tramezzino (diminutif de tramezzo, au pluriel tramezzini ; littéralement : « petit entre demi » en italien) est un en-cas italien composé de deux tranches de pain de mie triangulaires, renfermant une garniture de viande, fromage, champignons cuits, crudités, fruits de mer ou du poisson.

## Appellation
C'est l'écrivain Gabriele D'Annunzio qui a imposé le terme, pour remplacer le terme anglais de sandwich,.

## Origine
Venise et Turin se disputent la paternité des tramezzini, mais son invention remonte en 1926 lorsqu'Angela et Onorino Nebiolo le proposent au Caffè Mulassano à Turin,,. Aujourd’hui, ce café offre plus de quarante combinaisons de tramezzini à ses clients.
Cependant, depuis les années 1950, les meilleurs tramezzini viennent de Mestre, une localité de la commune de Venise. Il existe une confrérie des fabricants de tramezzini, qui a déposé en bonne et due forme, les règles de fabrication et les conditions nécessaires pour être autorisé à baptiser un sandwich du nom de tramezzini.[réf. nécessaire]

## Description

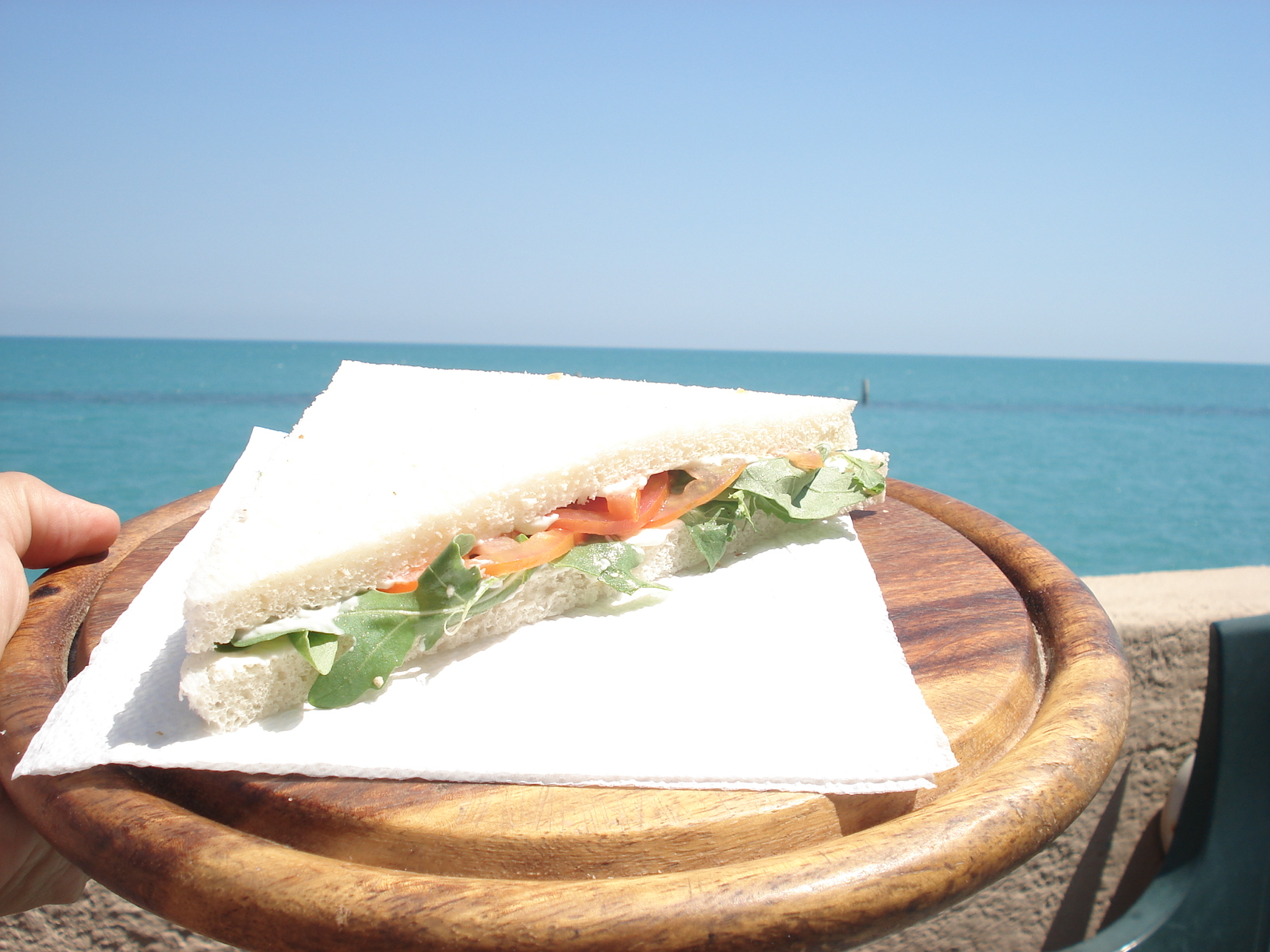
Tramezzino.

Le tramezzino est le sandwich typique de la restauration rapide italienne, léger, ne salissant pas les mains, et susceptible de plaire à chacun par ses différentes variations de garniture. Il fait partie de la pause café ou apéritif que les Italiens ont l’habitude de consommer debout, au comptoir, ou à l’extérieur des bars. Comportant tous de la mayonnaise comme base, ils sont réalisés uniquement avec des tranches de pain de mie sans croûte, toujours taillées en triangle, même si on trouve parfois des tramezzini auxquels on a donné la forme de rouleaux à l’intérieur duquel la farce est placée.

## Culture

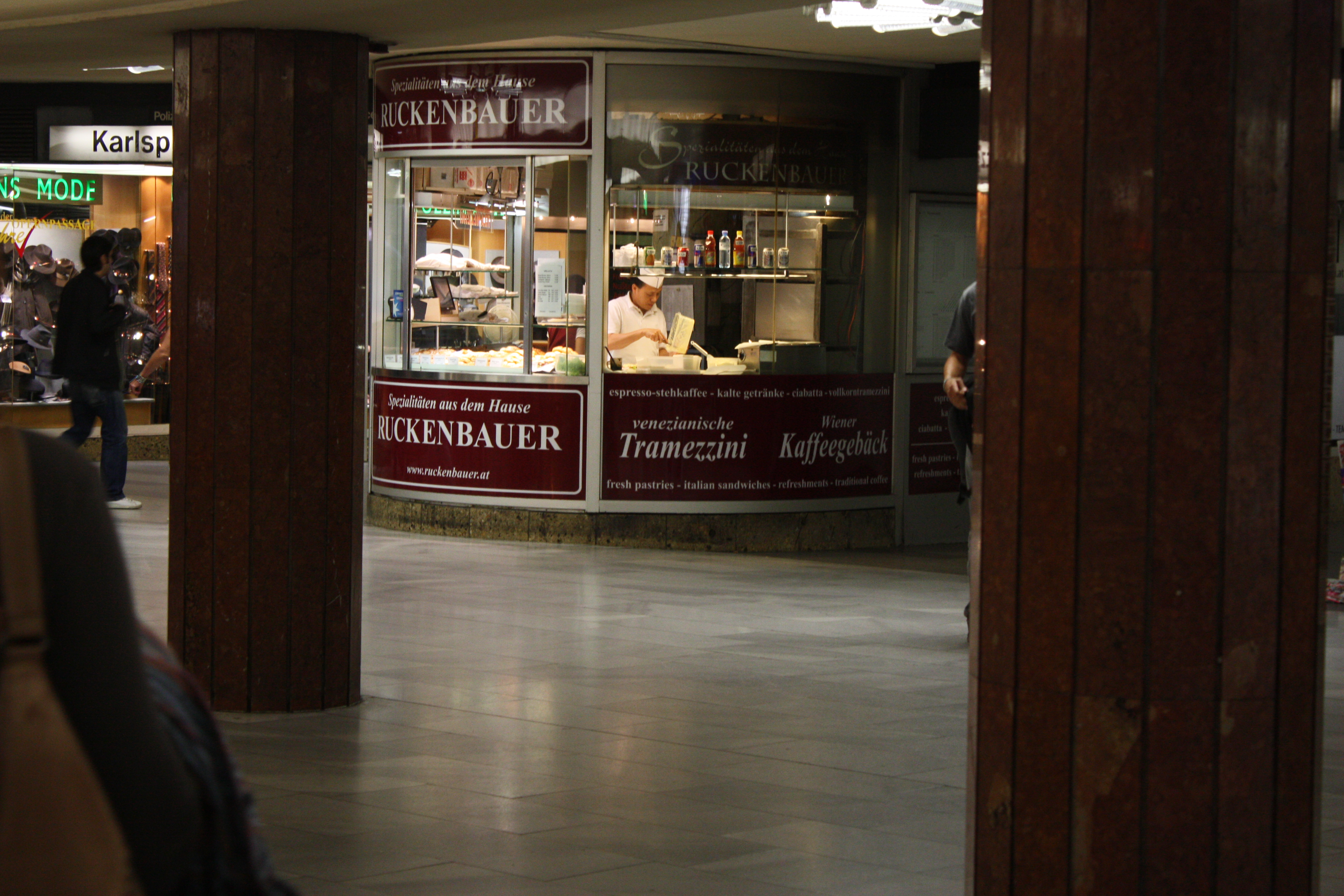
Un marchand de tramezzini à Vienne, en Autriche.

Aujourd’hui, plus qu’un aliment, le tramezzino (noter que le mot est le plus souvent employé au pluriel, tramezzini) est, comme le bagel peut l’être à New York, un symbole de l’art de vivre italien. La consommation des tramezzini s’est exportée un peu partout en Autriche, en Suisse et en Allemagne.[réf. nécessaire]

## Usage
Vendus en Italie comme casse-croûte dans les bars et les relais routiers, les tramezzini servent parfois d'antipasti dans les restaurants. Ils sont généralement confectionnés à l'avance et servis froids, mais certaines variétés peuvent être grillées avant d’être servies, si on le désire.[réf. nécessaire]

## Variantes
À l'origine, il n’existait qu’une dizaine de variétés de tramezzini et on ne trouvait que les désormais classiques :
- peperoni e acciuga (poivrons, anchois)
- prosciutto e funghi (jambon, champignons)
- prosciutto e insalata russa (jambon, macédoine)
- tonno (thon)
- tonno e uova (thon, œuf)
- uova e prosciutto (œuf, jambon)

Près de quarante ans après l’apparition de ce délice[non neutre] de la restauration vénitienne, on trouve une foule presque illimitée de nouvelles variétés de tramezzini dans les bars de Venise et de Mestre, dont voici une liste assez exhaustive :
- aragosta (langouste)
- asparagi e uova (asperges, œufs)
- baccalà mantecato (brandade de morue)
- boscaiola (pancetta, champignons)
- bresaola, rucola e grana (bresaola, roquette, grana padano)
- cico cico (hachis de cheval fumé et séché)
- ecologico (laitue, œuf, tomate)
- gamberetti e lattuga (crevettes, laitue)
- granchio (crabe)
- messicano (poivrons, légumes grillés, saucisson piquant)
- pizzaiola (tomates, mozzarella, laitue)
- pomodoro, mozzarella origano (tomate, mozzarella, origan)
- porchetta (porc farci)
- prosciutto e carciofi (jambon, artichauts)
- prosciutto e melanzane (jambon, aubergines)
- prosciutto e mozzarella (jambon, mozzarella)
- rustico (saucisson, légumes marinés)
- salmone e uova (saumon, œufs)
- salsa indiana piccante (sauce piquante)
- speck e brie (speck, brie)
- spinaci e gorgonzola (épinards, gorgonzola)
- tonno e cipolline (thon, petits oignons)
- tonno e olive (thon, olives)
- tonno e pomodoro (thon, tomate)
- uova e acciuga (œufs, anchois)
- zingara (œufs, légumes marinés)